# Batalla de Guinegate (1479)
La Primera Batalla de Guinegate se libró el 7 de agosto de 1479 entre tropas francesas al servicio del rey Luis XI y fuerzas borgoñonas leales al archiduque y futuro emperador Maximiliano de Habsburgo (cuya mujer era la heredera de los territorios borgoñones reclamados por Francia). La batalla es famosa por ser la primera en la que la innovadora formación de cuadrados con piqueros, típica de la infantería suiza, fue usada por un ejército no suizo.

## Trasfondo
Carlos el Temerario, último Duque de Borgoña, había muerto en la Batalla de Nancy el 5 de enero de 1477. Luis XI se autoadjudicó inmediatamente sus territorios, reclamándolos como feudos revertidos a la corona al carecer Carlos de herederos varones. El ejército francés entró en los condados de Artois, Flandes, Henao y el Ducado de Borgoña. 
Carlos tenía una hija, María de Borgoña, que había casado el 19 de agosto de 1477 con el archiduque Maximiliano de Austria, heredero del emperador. Este vio en la herencia de su mujer un importante patrimonio por el que luchar y concentró tropas en los Países Bajos borgoñones para enfrentarse al ejército francés.
Muchas de las tropas que habían vencido en la batalla de Nancy provenían de la Liga Inferior. Entre estas tropas destacaba el contingente de soldados suizos con su característica forma de combate, consistente en formar cuadrados de infantería armados con picas. La táctica permitía a una infantería disciplinada enfrentarse a la caballería que hasta entonces formaba la élite militar, siendo un precedente que pronto se difundiría por Europa.
El fracaso en Nancy y el papel de los mercenarios suizos había sido estudiado por Jacobo de Saboya, Conde de Romont y aliado del desafortunado Carlos de Borgoña. Jacobo se unió al partido del archiduque, al que insistió en adoptar dicha técnica con sus 11.000 soldados de a pie.

## Preludio
Ambos bandos se encontraron en el pueblo de Guinegatte del Condado de Artois. Formados para la batalla, la caballería se colocó en los flancos mientras la infantería se dispuso en el centro. Aun así, los dos ejércitos se diferenciaban significativamente en el planteamiento de la batalla:
- El ejército francés, cuya infantería se componía principalmente de tiradores, se colocó entre sus soldados a caballo.
- Mientras, el ejército austroborgoñón había formado su infantería en dos grandes cuadrados. Uno estaba mandado por el Conde Engelberto de Nassau, otro veterano de Nancy, y el segundo por el propio Conde de Romont. Estos cuadrados, de gran profundidad, no fueron la única innovación. El propio archiduque decidió no comandar la caballería como era tradición, sino desplegarla entre la infantería con 200 de sus nobles. Aunque no era inusual que nobles sin recursos combatieran a pie para costearse un caballo, era impropio de un alto comandante y de su estado mayor el organizarse de esta forma. Los caballeros y señores que acompañaban a Maximiliano se dispusieron entre las primeras filas de la infantería.[1]

## La batalla
Al principio de la batalla, el Señor des Cordes hizo recular a los caballeros hacia el cuadrado de infantería izquierda y capturó la artillería borgoñona desplegada en aquel flanco. El flanco izquierdo corrió peligro, siendo atacado desde el frente mientras la artillería capturada lo hostigaba por el lateral. Aun así, en vez usar su ventaja en el flanco izquierdo, los caballeros franceses persiguieron a los caballeros borgoñones que huían del campo de batalla, anulando su ventaja. Entretanto, el ejército borgoñón aguantó en el otro flanco e hizo recular paulatinamente al enemigo, decidiendo la batalla.

## Resultados
A pesar de su victoria, la falta de fondos impidió que los borgoñones ocuparan las principales ciudades de la zona Arrás y Thérouanne. Maximiliano tuvo que ceder Artois y el ducado de Borgoña a Luis XI según el Tratado de Arras, tras la muerte de María de Borgoña en un accidente de equitación en 1482, aunque lo recuperó en 1493 mediante el Tratado de Senlis.